# PACE (satellite)
Plankton, Aerosol, Cloud, ocean Ecosystem
Pour les articles homonymes, voir Pace.
PACE (acronyme en anglais de : Plankton, Aerosol, Cloud, ocean Ecosystem ; litt. « Plancton, aérosol, nuage, écosystème océanique ») est une mission d'observation de la Terre de la NASA dont l'objectif est l'étude du phytoplancton, ainsi que celle des aérosols et des nuages. Cette mission prend le relais d'instruments existants embarqués sur les satellites Suomi NPP et JPSS.
PACE est un satellite de 1700 kilogrammes stabilisé 3 axes. Son instrument principal est le spectromètre OCI couvrant une large bande spectrale allant de l'ultraviolet à l'infrarouge (340-890 nanomètres et 7 bandes infrarouges entre 940 et 2260 nm) qui permet de mesurer la couleur des océans et de fournir des informations sur la composition biologique des eaux océaniques. Le satellite emporte par ailleurs deux polarimètres qui mesurent les propriétés optiques de l'atmosphère et les caractéristiques des aérosols.   
Le projet est approuvé en 2015 et le développement est confié au centre de vol spatial Goddard, un établissement de la NASA. Son cout total début 2024 est de 964 millions US$. Le satellite est placé sur une orbite héliosynchrone le 8 février 2024. La durée de sa mission primaire est de 3 ans mais il emporte suffisamment d'ergols pour permettre une prolongation de 7 ans.

## Contexte
L'agence spatiale américaine, la NASA, propose le développement de la mission PACE pour assurer la continuité des mesures effectuées actuellement par les instruments embarqués à bord des satellites Suomi NPP et de l'instrument VIIRS du satellite JPSS. 

## Objectifs
Les principaux objectifs scientifiques de la mission PACE sont : 
- poursuivre le recueil systématique des données climatiques clés sur les océans dans les domaines biologique, écologique et biogéochimique et des donnés climatiques clés portant sur les nuages et les aérosols ;
- réaliser de nouvelles mesures globales de la couleur de l'océan pour améliorer notre compréhension du cycle du carbone et des réponses de l'écosystème océanique au changement climatique ;
- collecter des données globales portant sur les propriétés des aérosols et des nuages avec l'objectif de diminuer les incertitudes les plus importantes dans la modélisation du forçage climatique et radiatif du système terrestre ;
- améliorer notre compréhension de la manière dont les aérosols influencent les cycles biogéochimiques et les écosystèmes et dont les processus photochimiques et biologiques impactent l'atmosphère.

Les données recueillies ont également une utilité opérationnelle :
- les mesures des aérosols permettent une amélioration des prévisions météorologiques portant sur la qualité de l'air lorsque celle-ci présente un risque pour la santé humaine ;
- les gains dans la compréhension de l'impact des nuages et des aérosols sur le forçage radiatif doivent permettre d'améliorer le paramétrage des modèles climatiques et ainsi aider les décideurs dans la définition de la stratégie à appliquer pour le traitement du changement climatique ;
- les données relatives aux océans permettent d'améliorer notre connaissance sur la santé de l'écosystème marin et de mieux prévoir l'évolution écologique des ressources halieutiques (dont les pêcheries) ;
- les mesures portant sur la biomasse, la composition et la production de phytoplancton contribuent à améliorer la modélisation des écosystèmes ;
- les gestionnaires des ressources côtières et les décideurs auront accès aux données fournies par le satellite portant la qualité de l'eau, sa charge en nutriments et les floraisons d'algues nuisibles.

## Développement de la mission
La NASA donne son feu vert  en 2015 au développement de la  mission PACE (acronyme de Plankton, Aerosol, Cloud, ocean Ecosystem c'est-à-dire Plancton, Aérosol, nuage, écosystème océanique). Le coût du projet, qui est placé sous la responsabilité du Centre de vol spatial Goddard, est fixé initialement à 805 millions US$. Mais le président Donald Trump, hostile aux recherches sur le changement climatique, tente durant les quatre années de sa législature d'annuler le projet qui n'est préservé que grâce au soutien du Congrès américain,. 

## Caractéristiques techniques du satellite
Le satellite PACE, dont les dimensions sont de 1,5 x 1,5  x 3,2 m sous la coiffe de son lanceur, a une masse au lancement de 1 701 kg. La plateforme est stabilisée 3 axes. La production d'énergie est assurée par 3 panneaux solaires (chacun mesure 2,54 x 4,39 mètres) qui fournissent au moins 2700 watts en début de mission. Sa propulsion est assurée par 8 moteurs-fusées qui brulent de l'hydrazine. Le satellite emporte 235 kilogrammes d'ergols qui doivent lui permettre de fonctionner durant 10 ans. Les commandes et les télémesures sont transmises en bande S tandis que les données scientifiques sont transmises en bande Ka.

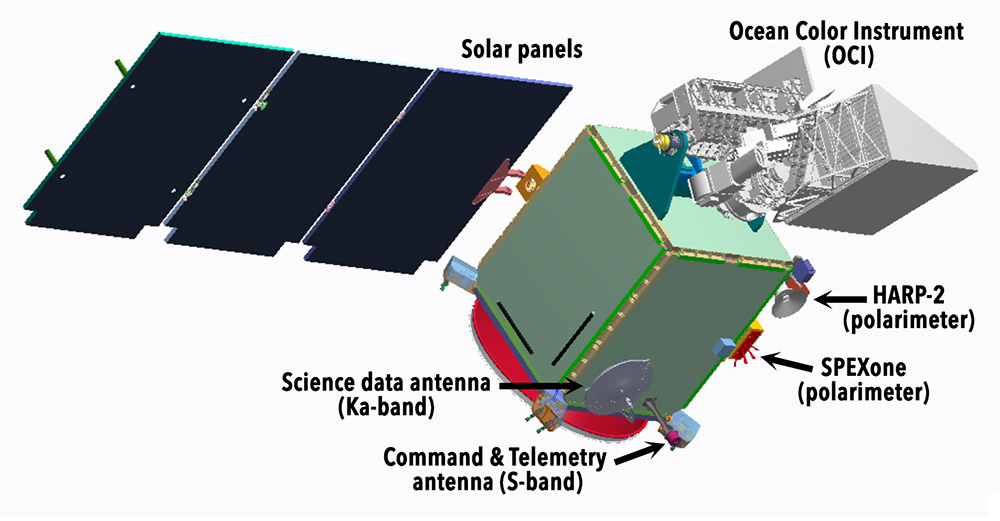
Schéma du satellite PACE.
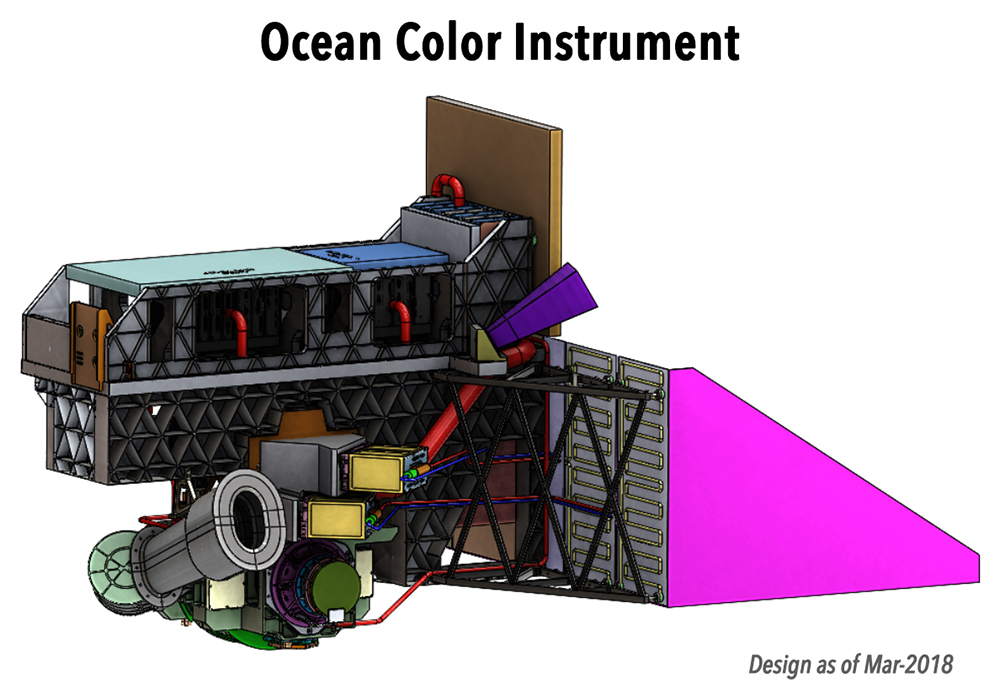
Schéma de l'instrument OCI (mars 2018).

## Instruments scientifiques
L'instrument principal de PACE est le spectromètre OCI qui collecte les caractéristiques de la lumière réfléchie par l'océan. Ces données sont complétées par deux polarimètres consacrés à l'étude des nuages et des aérosols. Les mesures effectuées par le spectromètre/radiomètre, permet de déterminer les caractéristiques du phytoplancton ainsi que d'autres constituants biogéochimiques des eaux de surface. Cet instrument doit prendre la suite d'instruments installés sur des satellites vieillissants comme Aqua ou Terra. Les données recueillies doivent permettre de mesurer l'impact des changements climatiques sur l'abondance du phytoplancton et de préciser ainsi le fonctionnement du cycle du carbone. 

### Spectromètre OCI
OCI (Ocean Color Instrument) est l'instrument principal. Il est fourni par le centre de vol spatial Goddard. Ce spectromètre effectue ses observations dans une bande spectrale qui va de l'ultraviolet au proche infrarouge (340 à 890 nanomètres par pas de 5 nm (instrument hyperspectal) ainsi dans cinq bandes spectrales étroites dans l'infrarouge (940, 1038, 1250, 1378, 1615, 2130 et 2260 nm). La résolution spatiale est de 1 kilomètre au nadir et la fauchée est de 2663 km. L'ensemble des océans sont observés en un à deux jours. L'instrument a une masse de 241 kg et consomme 275 watts.
OCI comprend un télescope orientable qui permet de balayer la surface de manière transverse au sens du déplacement du satellite avec un angle atteignant 56,5 degrés par rapport au nadir, deux spectrographes à fente hyperspectraux (l'un couvre décompose la lumière dans l'ultraviolet et une partie du spectre visible, l'autre couvre le reste du spectre visible et l'infrarouge) et un filtre multi-bandes couplé par fibre optique.
OCI hérite des nombreux développements technologiques effectués dans le domaine par la NASA ainsi que des vols d'instruments opérationnels antérieurs à bord de missions de l'agence spatiale. Le premier instrument mesurant la couleur de l'océan a été ainsi développé par la NASA : CZCS était embarqué à bord du satellite météorologique Nimbus 7 de l'agence spatiale  placé en orbite en 1979. La NASA a par la suite mis au point les instruments SeaWiFS (1997 à 2010), VIIRS embarqué à bord de Suomi NPP,  MODIS installé des satellites Aqua et Terra. L'avionique d'OCI (communications, pointage) utilise une électronique beaucoup plus compacte développé dans le cadre du programme iMUSTANG. Le télescope utilisé par OCI bénéficie également de la mise au point du prototype ORCA (Ocean Radiometer for Carbon Assessment) réalisé entre 2001 et 2014 dans le cadre d'un programme interne du centre de vol spatial Goddard,.     

### Polarimètre imageur HARP 2
HARP 2 (Hyper-Angular Rainbow Polarimeter) est un polarimètre/imageur qui collecte des données sur les aérosols et les nuages mais également sur la surface des terres et des océans. Il mesure la lumière réfléchie dans quatre bandes spectrales (669, 441, 549 et 873 nm) en effectuant ces observations sous 60 angles différents (669 nm) et 10 angles (pour les autres fréquences) et avec trois angles de polarisation. La largeur des bandes va de 12 nm (459 nm) à 43 nm (873 nm) Les données recueillies permettent de mesurer les caractéristiques des particules formant les aérosols telles que leur distribution, leur quantité, leur indice de réfraction et leur forme géométrique. L'instrument réalise la couverture complète de la planète en 2 jours avec une résolution spatiale de 2,6 kilomètres. HARP 2 a une masse de 9,6 kg et consomme 11,5 watts. L'instrument est fourni par l'Université du Maryland.

### Polarimètre spectromètre SPEXone
Le polarimètre-spectromètre SPEXone (Spectro-Polarimeter for Planetary Exploration) mesure l'intensité, le degré de polarisation linéaire et l'angle de cette polarisation de la lumière réfléchie par l'atmosphère terrestre, les terres et les océans. Ces mesures permettent de déterminer les caractéristiques des aérosols présents dans l'atmosphère. SPEXone mesure la polarisation dans la bande spectrale 385-770 nm avec une résolution spectrale de 2,5 nm pour la radiance et 10-40 nm pour le degré de polarisation linéaire. L'instrument qui pèse 15 kg consomme 20 watts. Il observe une zone large de 100 km avec une résolution spatiale de 5,4 x 4,6 km. Le relevé de l'ensemble de la planète est effectué en un mois. SPEXone est développé par un consortium dirigé par la société néerlandaise SRON et la filiale néerlandaise d'Airbus DS. 
| Caractéristique                     | OCI                                                                | HARP 2                                                                        | SPEXone                                     |
| ----------------------------------- | ------------------------------------------------------------------ | ----------------------------------------------------------------------------- | ------------------------------------------- |
| Bande spectrale                     | 342,5 - 887,5 intervalle de 5 nanomètres                           | 440, 550, 670 (largeur 10 nm) 870 nm (largeur 40 nm)                          | 385 - 770 nanomètres intervalle de 2 à 4 nm |
| Bandes spectrales infrarouges (OCI) | 7 bandes centrées sur 940, 1038, 1250, 1378, 1615, 2130 et 2260 nm |                                                                               |                                             |
| Nombre angles de vues               | ± 20° dans le sens du déplacement                                  | 10 réparties sur 114° pour les longueurs d'onde 440, 550, 870 nm; 60 à 670 nm | -57°, -20°, 0°, 20°, 57°                    |
| Fauchée                             | ± 56.5° (2663 km avec une inclinaison de 20°)                      | ± 47° (1556 km au nadir)                                                      | 4.5° (106 km au nadir)                      |
| Couverture complète                 | 1 à 2 jours                                                        | 2 jours                                                                       | plus de 30 jours                            |
| Résolution spatiale                 | 1 kilomètres au nadir                                              | 3 km                                                                          | 2,5 km                                      |

## Déroulement de la mission
Le satellite PACE est lancé le 8 février 2024 par un lanceur Falcon 9 décollant de la base de lancement de Cape Canaveral. Il est placé sur une orbite héliosynchrone à une altitude de 677 kilomètres avec une inclinaison orbitale de 98 degrés. Les données collectées sont stockées durant sept orbites (volume total : 1,7 téraoctets) avant d'être transmises aux stations terriennes avec un débit de 600 mégabits par seconde. La durée de la mission primaire est de 3 ans et le satellite dispose de consommables (ergols) pour une durée de 10 ans.

## Galerie

Lancement
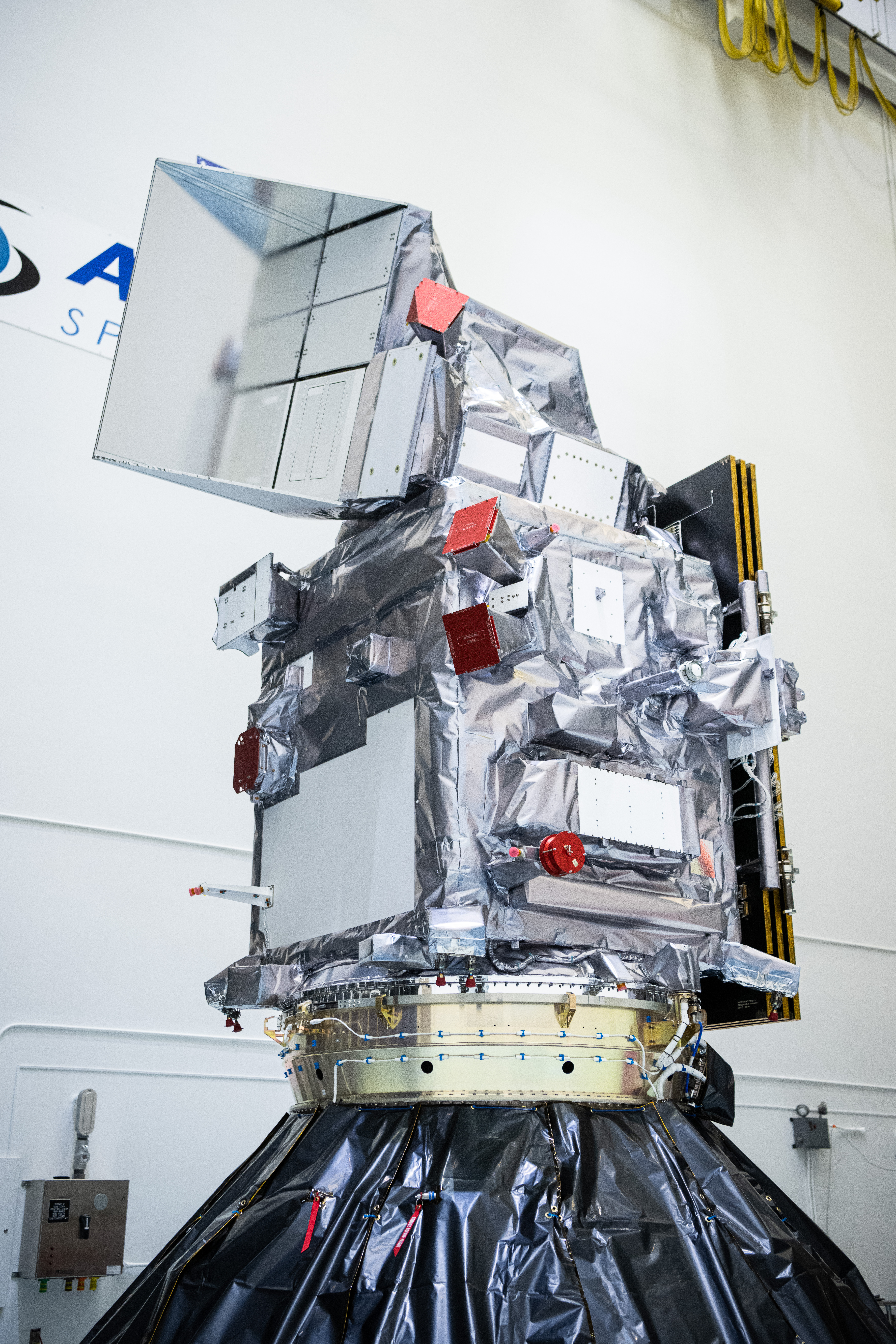
Le satellite PACE peu avant son lancement.
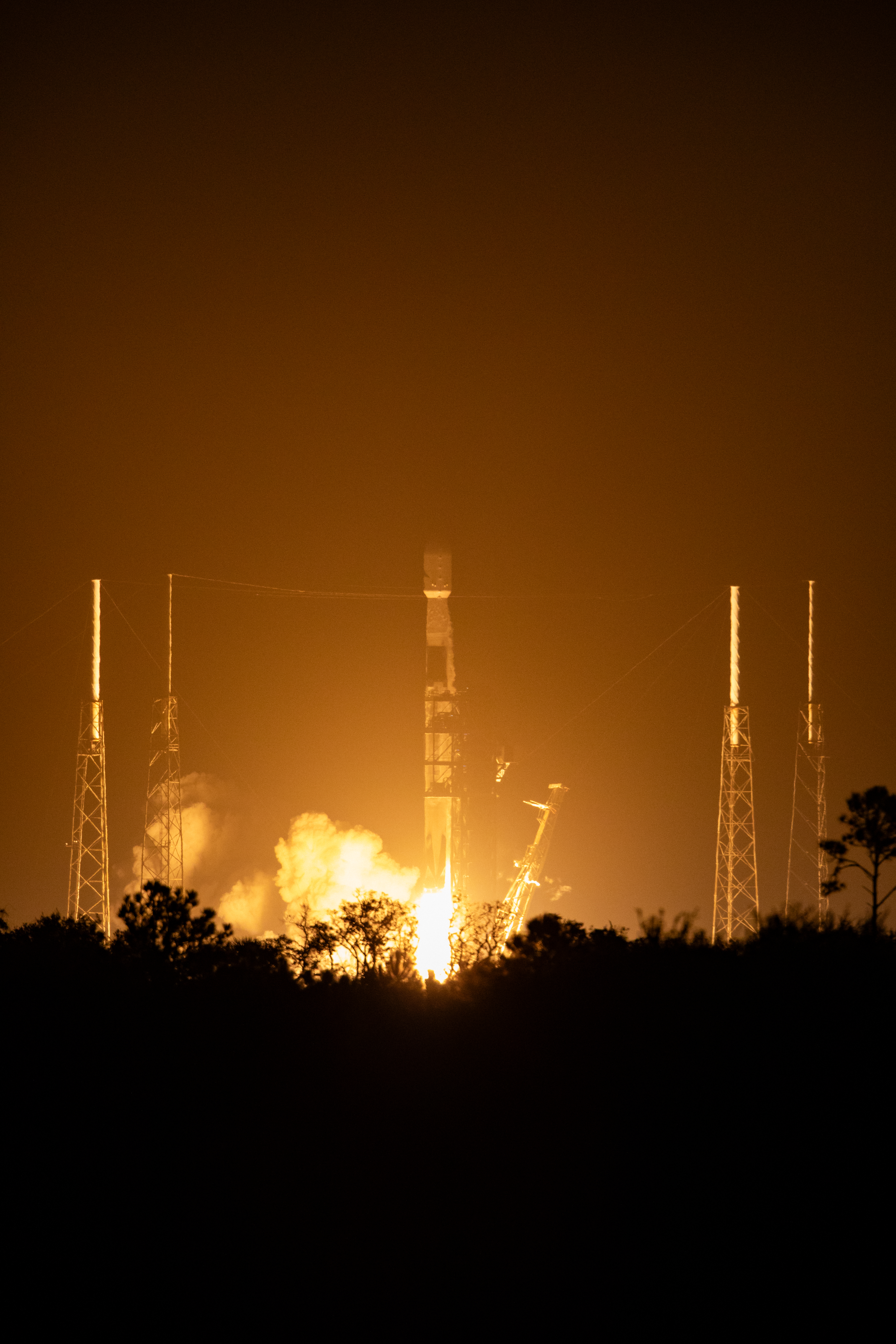
Lancement de PACE.

### Sources
- (en) P. Jeremy Werdell, , Michael  J. Behrenfeld, Paula S. Bontempi, Emmanuel Boss, , Brian Cairns, Gary T. Davis, Bryan A. Franz et Ulrik B. Gliese, « The Plankton, Aerosol, Cloud, ocean Ecosystem (PACE) mission: Status, science, advances », Bulletin of the American Meteorological Society, vol. x,‎ avril 2019, p. 1776-1794 (DOI 10.1175/BAMS-D-18-00)Synthèse sur la mission.
- (en) P Jeremy Werdell et Charles R McClain, « Satellite Remote Sensing: Ocean Color☆ », Encyclopedia of Ocean Sciences, vol. x,‎ janvier 2018, p. 443-455 (DOI 10.1016/B978-0-12-409548-9.10817-6, lire en ligne)Article sur l'instrument OCI.